# Осока Бьюкенена
Осока Бьюкенена (Буханана, лат. Carex buchananii) — многолетнее травянистое растение, вид рода Осока (Carex) семейства Осоковые (Cyperaceae) родом из Новой Зеландии. Названа в честь новозеландского ботаника Джона Бьюкенена.
На родине может достигать высоты в 60 см. Листья — власовидные, вечнозелёные, коричнево-медной окраски.
Используется как декоративное растение, в том числе в тёплых районах Северного полушария, например, при лёгком укрытии возможно выращивание в южных областях России. Солнцелюбива, не очень морозостойка. Обычно высаживают около воды, среди хвойных, на фоне растений с серебристыми листьями, в композиции с лиловыми, сиреневыми цветами; интересно смотрится в инее и при первом снеге. Имеется палево-зелёный сорт.

## Распространение
На Северном острове может быть найдена к югу от Манавату, но встречается редко. На Южном острове распространена шире, но не была обнаружена в Вестленде и Фьордленде. Встречается от побережья до гор (на высоте до 1000 м), растёт на пляжах, по берегам озёр и ручьёв.